# Saint-Pierre-la-Vieille
Saint-Pierre-la-Vieille là một xã ở tỉnh Calvados, thuộc vùng Normandie ở tây bắc nước Pháp.

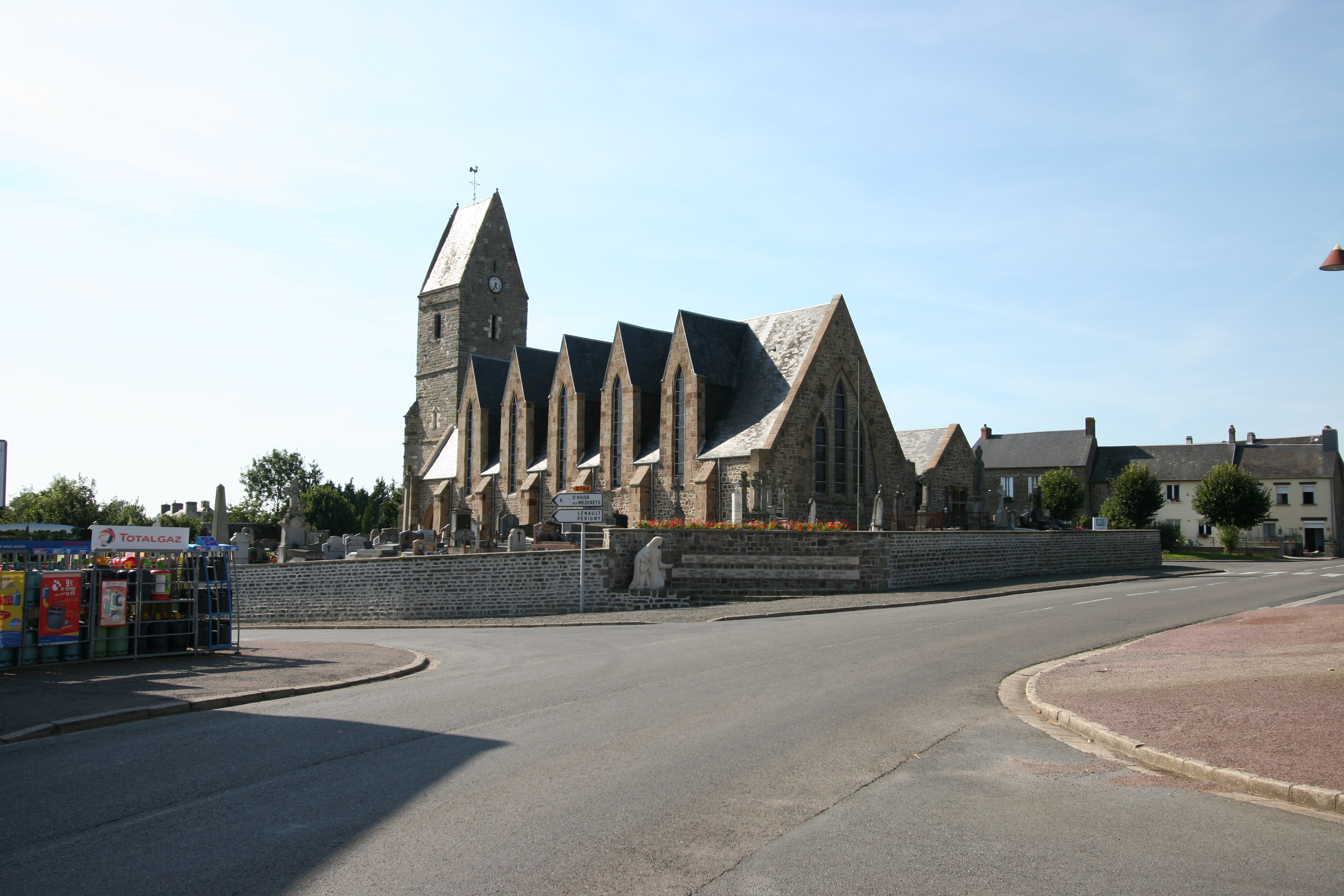
l'église

## Dân số
| Năm | 1962 | 1968 | 1975 | 1982 | 1990 | 1999 |
| --- | ---- | ---- | ---- | ---- | ---- | ---- |
| Dân số | 396  | 350  | 327  | 385  | 351  | 347  |
| From the year 1962 on: No double counting—residents of multiple communes (e.g. students and military personnel) are counted only once. |      |      |      |      |      |      |